# Калинівка (Стрийський район)
Кали́нівка (МФА: [kɐˈɫɪɲiu̯kɐ] ( прослухати)) — село в Україні, у Стрийському районі Львівської області. Населення становить 142 особи. Орган місцевого самоврядування — Ходорівська міська громада.

## Історія
Згадується 21 січня 1437 року в книгах галицького суду.

## Політика

### Парламентські вибори, 2019
На позачергових парламентських виборах 2019 року у селі функціонувала окрема виборча дільниця № 460315, розташована у приміщенні народного дому.
Результати
- зареєстровано 86 виборців, явка 75,58%, найбільше голосів віддано за «Європейську Солідарність» — 46,15%, за Радикальну партію Олега Ляшка — 15,38%, за «Слугу народу» і «Голос» — по 10,77%.[3] В одномандатному окрузі найбільше голосів отримав Андрій Кіт (самовисування) — 56,92%, за Андрія Гергерта (Всеукраїнське об'єднання «Свобода») — 13,85%, за Василя Загороднього (самовисування) — 7,69%[4].